# Ihar Zjan'kovič
Ihar Viktaravič Zjan'kovič (in bielorusso Ігар Віктаравіч Зяньковіч?; Minsk, 17 settembre 1987) è un calciatore bielorusso, attaccante del Medialiga.

## Palmarès

### Club
- Coppa del Kazakistan: 2

Şaxter Qaraǧandy: 2013
Qaýsar: 2019
- Supercoppa del Kazakistan: 1

Aqtöbe: 2014

### Individuale
- Capocannoniere della Qazaqstan Prem'er Ligasy: 1

2013 (15 gol)